# Medaille voor Verdienste tijdens de Veldtocht van 1815
De Medaille voor Verdienste tijdens de Veldtocht van 1815 (Duits: Militärverdienstmedaille für den Feldzug 1815) werd in 1815 door de in november 1813 op zijn troon teruggekeerde Oldenburgse hertog en latere Groothertog Peter Friedrich Ludwig ingesteld. Anders dan zijn collegæ en verwanten op de andere na de val van Napoleon herstelde of nieuwe tronen verkoos de Oldenburge Groothertog geen ridderorde in te stellen.
De even bescheiden als reactionaire vorst gebruikte zelfs de titel "Groothertog" die hem door het Congres van Wenen werd toegekend niet.
De Oldenburgse troepen droegen bij aan het verslaan van Napoleon I en Hiëronimus I van Westfalen die al eerder, in 1813, uit de Duitse landen waren verjaagd. Oldenburg mobiliseerde een bataljon infanterie en een bataljon Landwehr, een soort schutterij die uit boeren bestond. De Oldenburgse troepen onder kolonel Wilhelm Gustaf Friedrich Wardenburg kwamen in mei 1815 in Trier aan waar zij in het Noord-Duitse legerkorps van generaal Kleist von Nollendorf werden opgenomen. De Oldenburgers vochten bij Mézières-en-Santerre, bij Sedan en bij Montmédy. Voor de Oldenburgse soldaten, onderofficieren en officieren werd deze medaille geslagen en kolonel Wardenburg kreeg de Pruisische Orde "Pour le Mérite".
De ronde medaille was van massief zilver en werd aan een blauw lint met rode bies op de linkerborst gedragen. Er zijn geen verguld zilveren of verzilverde medailles bekend. In het instellingsbesluit maakte de Groothertog een uitzondering voor de muzikanten "Hautboisten", van het leger die als enigen uitgezonderd worden van deze decoratie.
Op de voorzijde staat een gekroonde "P" en op de keerzijde het jaartal "1815".
De medailles worden maar zelden op een veiling aangeboden en de zilveren medaille brengt daar ongeveer 350 euro op.